# Смиксиотико
Смиксиотико (на гръцки: Σμιξιώτικο ρέμα, в превод Смиксина река) е река в Егейска Македония, Гърция, част от водосборния басейн на Бистрица (Алиакмонас).

## Описание
Смиксиотико извира в Пинд от езерото Гура на североизток под връх Василица (2248,8 m), на границата между Гревенско и Янинско. Тече на югоизток, преминава през влашкото село Смикси, чието име носи, приема десния си приток Дамбас и излиза в Медания Тегу. Оттам поема на североизток и се спуска между върховете Профитис Илияс (1338,1 m) и Бална (1404 m) и малко след това приема левия си приток Кало Исиома (Пандертиати, Филипьо). След това навлиза в малкия пролом Цуряка или Стомио Аетияс, където се намира водноелектрическата централа „Аетия“, и минава на север от село Алатопетра (Туз), където се влива в Доцикиотико (Дуската река). На това място се издига красивият каменен Нидруски мост.

## Флора и фауна
Реката преминава през голяма разлика в надморската височина и по този начин преминава през различни видове растителност. На върха преобладават субалпийските ливади с много разпръснати черни мури, които отстъпват място на букове и черни борове. Следват смесените широколистни гори с различни видове дъб, клен, бряст, върба. В района се срещат много интересни видове флора, като Pinguicula crystallina hirtiflora, Aquilegia vulgaris, Bornmuellera baldaccii, Allium phthioticum, Digitalis grandiflora, Primula veris, Armeria canescens, Linaria vulgaris, Gentiana verna balcanica, лилията Lillium chalcedonicum, Lythrum salicaria, камбанката Campanula glomerata, нарцисът Narcissus poeticus radiiflorus, Pyrola chlorantha, карамфилът Dianthus giganteus, Anemone nemorosa, теменугите Viola dukadjinica и Viola reichenbachiana, плюскавичето Silene haussknechtii, Lysimachia vulgaris и орхидеите Epipactis helleborine, Corallorhiza trifida, Dactylorhiza sambucina, Orchis pallens, Orchis mascula, Orchis pinetorum и Ophrys helenae.
От гледна точка на орнитофауната районът е важен поради присъствието на редкия бял щъркел, като тук гнездят и черни щъркели. От останалите грабливи птици над потока прелитат скален орел, орел змияр, осояд, обикновен мишелов, сокол скитник, късопръст ястреб, голям ястреб, малък ястреб, керкенез, сокол орко, бухал, горска улулица. Районът е важен за кълвачите с много видове, включително черен кълвач, зелен кълвач, голям пъстър кълвач, среден пъстър кълвач и сирийски пъстър кълвач. Други птици, които живеят в близост до реката, са воден кос, гривяк, козодой, градинска дърволазка, червеногърба сврачка, лъскавоглав синигер, червеноглаво кралче, горска зидарка, имелов дрозд, поен дрозд, черешарка, планинска стърчиопашка, черен синигер, сивоглава овесарка и други.
От земноводните в района живеят алпийски тритон, саламандри, жълтокоремна бумка, кафява крастава жаба, горска жаба и гръцка жаба. Херпетофауната включва видове като зелен гущер, слепок, стенен гущер, медянка, стрелушка, жълтоуха водна змия и пепелянка. Тук живеят кафяви мечки, а височините на Василица са проход за вълци. Други бозайници са диви котки, сърни, диви свине, лисици, язовци, златки, катерици, горски сънливци и зайци. В Смиксиотико живее и стабилна популация от видри. Рибната фауна на потока включва Salmo farioides, вардарски скобар (Chondrostoma vardarense), Salaria fluviatilis и дъгова пъстърва (Oncorhynchus mykiss), избягала от рибовъдните стопанства в най-източната част на Гревенско. В низините се среща и рядък вид правокрил– малкият скакалец от вида Tetrix tuerki.

## Водосборен басейн
→ ляв приток, ← десен приток
- ← Дамбас
- → Кало Исиома (Пандертиати, Филипьо)